# Melody Gardot

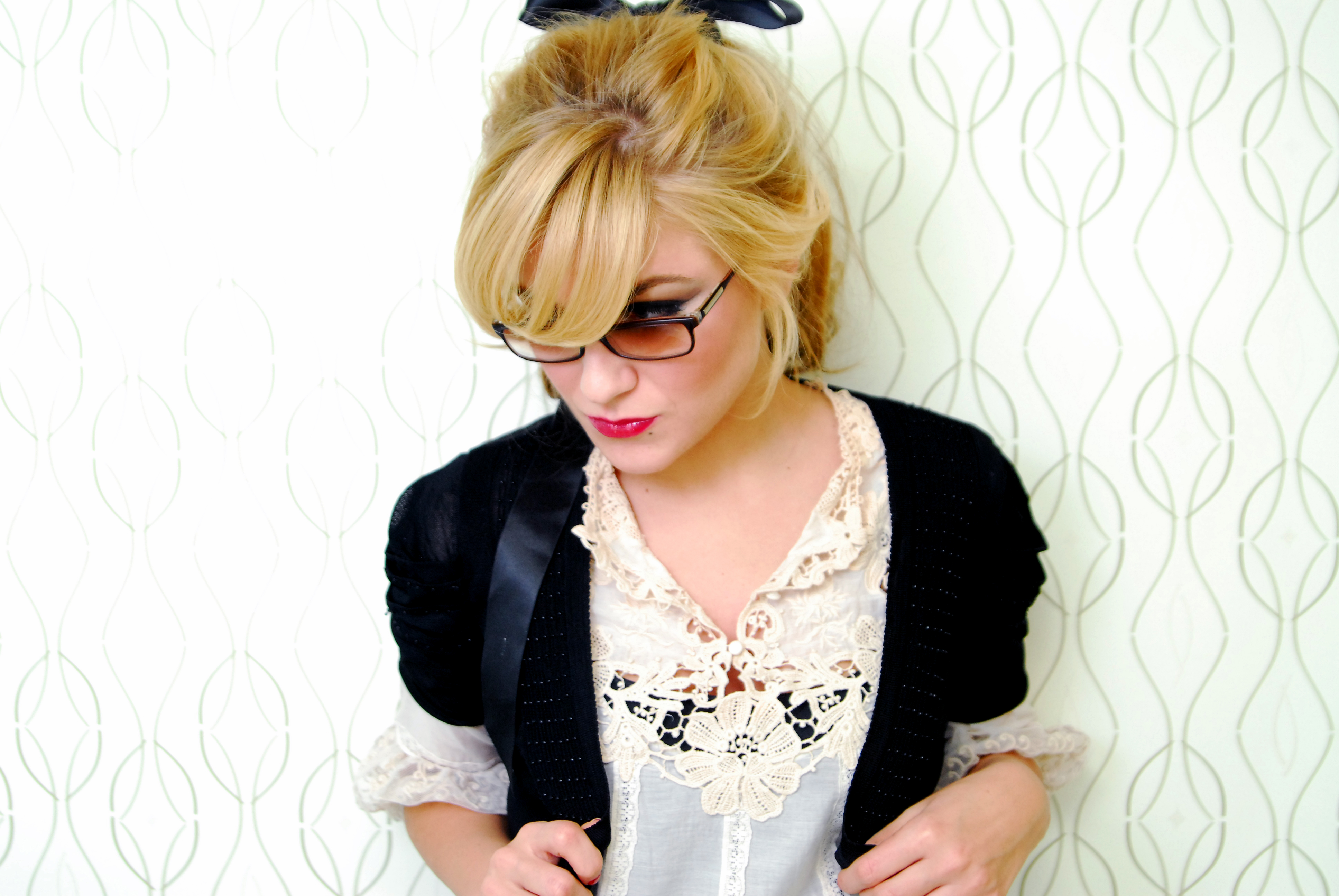
Melody Gardot (2008)

Melody Joy Gardot ['mɛlədiː gaɹ'doʊ] (* 2. Februar 1985 in New Jersey) ist eine US-amerikanische Jazz-Singer-Songwriterin.

## Leben und Karriere
Melody Gardot spielte zunächst Klavier und trat als Jugendliche schon als Sängerin in Nachtclubs im Raum Philadelphia auf, wo sie am Community College Modedesign studierte. Nach einem Verkehrsunfall im November 2003, bei dem sie Kopf- und Wirbelsäulenverletzungen und einen mehrfachen Beckenbruch erlitt, konnte sie jedoch nur noch eingeschränkt spielen. Sie war in Philadelphia mit dem Fahrrad unterwegs, als sie vom Fahrer eines SUV angefahren wurde, der ihre Vorfahrt missachtete und danach Fahrerflucht beging. Gardot war lange im Krankenhaus, begann sich für Jazzgesang als Teil einer Musiktherapie zu interessieren und lernte Gitarre. Sie kann nur eingeschränkt sitzen; auf Tourneen benutzt sie einen Spezialstuhl oder singt stehend und benutzt eine elektronische Schmerzkontrolle, eine TENS. Sie entwickelte aufgrund der Unfallfolgen eine Geräusch- und Lichtempfindlichkeit, weshalb sie abgedunkelte Brillen trägt. Außerdem war sie seit dem Unfall auf einen Gehstock angewiesen, seit 2015 kann sie jedoch ohne diesen auftreten. 
Aus den im Krankenhaus entstandenen eigenen Liedern entstand die EP Some Lessons und 2005 trat Gardot wieder auf. 2008 erschien ihr erstes CD-Album Worrisome Heart, bei dem sie von Jef Lee Johnson (Gitarre), Joel Bryant (Keyboard) und Matt Cappy (Trompete) begleitet wird, und auf dem sich auch die Stücke Wicked Ride und Some Lessons ihrer EP wiederfinden. Es wurde 2007 bei Verve wiederveröffentlicht. 2009 erschien ihr Album My One And Only Thrill bei Universal, arrangiert von Vince Mendoza.
Gardot schreibt und komponiert viele ihrer Songs selbst und ist neben Jazz auch von Folk und Pop inspiriert, sodass sie in der Kritik auch schon mit Laura Nyro und Joni Mitchell verglichen wurde. Bei Livekonzerten wird deutlich, dass sie musikalisch im Jazz verwurzelt ist; die Alben dagegen sind eher poporientiert.
Gardot wirkte auch auf dem Album Rio von Till Brönner (2008) mit.
Anfang 2009 erhielt Gardot für Worrisome Heart eine Echo-Nominierung und das Album erreichte Platz 2 in den US-amerikanischen Jazz-Charts.
2010 wurde Gardot mit dem Echo Jazz in der Kategorie Sängerin des Jahres international ausgezeichnet. Der Preis wurde ihr am 24. September 2010 in Berlin nach ihrem Konzert im Admiralspalast übergeben, da sie an der offiziellen Preisverleihung im Mai nicht hatte teilnehmen können.
Nur im Duo mit dem Pianisten Philippe Baden Powell entstand das Album Entre eux Deux (2022), das zu geteilten Kritiken führte.

## Diskografie

### Studioalben
| Jahr | Titel Musiklabel                     | Höchstplatzierung, Gesamtwochen, AuszeichnungChartplatzierungen (Jahr, Titel, Musiklabel, Platzierungen, Wochen, Auszeichnungen, Anmerkungen) | Höchstplatzierung, Gesamtwochen, AuszeichnungChartplatzierungen (Jahr, Titel, Musiklabel, Platzierungen, Wochen, Auszeichnungen, Anmerkungen) | Höchstplatzierung, Gesamtwochen, AuszeichnungChartplatzierungen (Jahr, Titel, Musiklabel, Platzierungen, Wochen, Auszeichnungen, Anmerkungen) | Höchstplatzierung, Gesamtwochen, AuszeichnungChartplatzierungen (Jahr, Titel, Musiklabel, Platzierungen, Wochen, Auszeichnungen, Anmerkungen) | Höchstplatzierung, Gesamtwochen, AuszeichnungChartplatzierungen (Jahr, Titel, Musiklabel, Platzierungen, Wochen, Auszeichnungen, Anmerkungen) | Anmerkungen                                                |
| Jahr | Titel Musiklabel                     | DE | AT | CH | UK | US | Anmerkungen                                                |
| ---- | ------------------------------------ | --- | --- | --- | --- | --- | ---------------------------------------------------------- |
| 2008 | Worrisome Heart Verve Records        | DE44 Gold · (8 Wo.)DE | — | CH81 (1 Wo.)CH | UK— SilberUK | US80 (4 Wo.)US | Erstveröffentlichung: 26. Februar 2008 Verkäufe: + 210.000 |
| 2009 | My One and Only Thrill Verve Records | DE4 Platin · (42 Wo.)DE | AT44 Gold · (11 Wo.)AT | CH17 (21 Wo.)CH | UK12 Gold · (14 Wo.)UK | US42 (6 Wo.)US | Erstveröffentlichung: 28. April 2009                       |
| 2012 | The Absence Decca Records            | DE9 (12 Wo.)DE | AT10 (9 Wo.)AT | CH10 (12 Wo.)CH | UK18 (2 Wo.)UK | US33 (3 Wo.)US | Erstveröffentlichung: 28. Mai 2012 Verkäufe: + 110.000     |
| 2015 | Currency of Man Decca Records        | DE11 (10 Wo.)DE | AT16 (6 Wo.)AT | CH3 (13 Wo.)CH | UK31 (1 Wo.)UK | US124 (1 Wo.)US | Erstveröffentlichung: 2. Juni 2015                         |
| 2020 | Sunset in the Blue Decca Records     | DE27 Platin (Jazz Award) · (7 Wo.)DE | AT13 (4 Wo.)AT | CH10 (15 Wo.)CH | UK40 (1 Wo.)UK | — | Erstveröffentlichung: 23. Oktober 2020 Verkäufe: + 120.000 |

### Gemeinschaftsalben
| Jahr | Titel Musiklabel             | Höchstplatzierung, Gesamtwochen, AuszeichnungChartplatzierungen (Jahr, Titel, Musiklabel, Platzierungen, Wochen, Auszeichnungen, Anmerkungen) | Höchstplatzierung, Gesamtwochen, AuszeichnungChartplatzierungen (Jahr, Titel, Musiklabel, Platzierungen, Wochen, Auszeichnungen, Anmerkungen) | Höchstplatzierung, Gesamtwochen, AuszeichnungChartplatzierungen (Jahr, Titel, Musiklabel, Platzierungen, Wochen, Auszeichnungen, Anmerkungen) | Höchstplatzierung, Gesamtwochen, AuszeichnungChartplatzierungen (Jahr, Titel, Musiklabel, Platzierungen, Wochen, Auszeichnungen, Anmerkungen) | Höchstplatzierung, Gesamtwochen, AuszeichnungChartplatzierungen (Jahr, Titel, Musiklabel, Platzierungen, Wochen, Auszeichnungen, Anmerkungen) | Anmerkungen                                                  |
| Jahr | Titel Musiklabel             | DE | AT | CH | UK | US | Anmerkungen                                                  |
| ---- | ---------------------------- | --- | --- | --- | --- | --- | ------------------------------------------------------------ |
| 2022 | Entre eux deux Decca Records | DE22 (1 Wo.)DE | AT66 (1 Wo.)AT | CH12 (4 Wo.)CH | — | — | Erstveröffentlichung: 20. Mai 2022 mit Philippe Baden Powell |

### Livealben
| Jahr | Titel Musiklabel             | Höchstplatzierung, Gesamtwochen, AuszeichnungChartplatzierungen (Jahr, Titel, Musiklabel, Platzierungen, Wochen, Auszeichnungen, Anmerkungen) | Höchstplatzierung, Gesamtwochen, AuszeichnungChartplatzierungen (Jahr, Titel, Musiklabel, Platzierungen, Wochen, Auszeichnungen, Anmerkungen) | Höchstplatzierung, Gesamtwochen, AuszeichnungChartplatzierungen (Jahr, Titel, Musiklabel, Platzierungen, Wochen, Auszeichnungen, Anmerkungen) | Höchstplatzierung, Gesamtwochen, AuszeichnungChartplatzierungen (Jahr, Titel, Musiklabel, Platzierungen, Wochen, Auszeichnungen, Anmerkungen) | Höchstplatzierung, Gesamtwochen, AuszeichnungChartplatzierungen (Jahr, Titel, Musiklabel, Platzierungen, Wochen, Auszeichnungen, Anmerkungen) | Anmerkungen                                              |
| Jahr | Titel Musiklabel             | DE | AT | CH | UK | US | Anmerkungen                                              |
| ---- | ---------------------------- | --- | --- | --- | --- | --- | -------------------------------------------------------- |
| 2018 | Live in Europe Decca Records | DE14 (6 Wo.)DE | AT14 (5 Wo.)AT | CH10 (5 Wo.)CH | — | — | Erstveröffentlichung: 9. Februar 2018 Verkäufe: + 50.000 |

### Kompilationen
| Jahr | Titel Musiklabel            | Anmerkungen                            |
| ---- | --------------------------- | -------------------------------------- |
| 2024 | The Essential Decca Records | Erstveröffentlichung: 25. Oktober 2024 |

### EPs
| Jahr | Titel Musiklabel                                  | Anmerkungen                             |
| ---- | ------------------------------------------------- | --------------------------------------- |
| 2005 | Some Lessons: The Bedroom Sessions Selbstvertrieb | Erstveröffentlichung: 3. Mai 2005       |
| 2009 | Live from SoHo Verve Records                      | Erstveröffentlichung: 24. März 2009     |
| 2010 | Bye Bye Blackbird Verve Records                   | Erstveröffentlichung: 13. Dezember 2010 |
| 2011 | A Night with Melody EP Decca Records              | Erstveröffentlichung: 6. April 2011     |

## Auszeichnungen für Musikverkäufe
| Goldene Schallplatte - Australien - 2012: für das Album My One and Only Thrill - Dänemark - 2009: für das Album My One and Only Thrill - Frankreich - 2009: für das Album Worrisome Heart - 2022: für das Album Live in Europe - Griechenland - 2010: für das Album My One and Only Thrill - Neuseeland - 2010: für das Album My One and Only Thrill - Polen - 2012: für das Album The Absence | Platin-Schallplatte - Europa - 2012: für das Album My One and Only Thrill - Frankreich - 2012: für das Album The Absence - 2025: für das Album Sunset in the Blue - Norwegen - 2010: für das Album My One and Only Thrill - Polen - 2012: für das Album My One and Only Thrill 2× Platin-Schallplatte - Frankreich - 2009: für das Album My One and Only Thrill - Schweden - 2010: für das Album My One and Only Thrill |

Anmerkung: Auszeichnungen in Ländern aus den Charttabellen bzw. Chartboxen sind in ebendiesen zu finden.
| Land/RegionAuszeichnungen für Musikverkäufe (Land/Region, Auszeichnungen, Verkäufe, Quellen) | Silber  | Gold       | Platin       | Verkäufe    | Quellen                     |
| -------------------------------------------------------------------------------------------- | ------- | ---------- | ------------ | ----------- | --------------------------- |
| Australien (ARIA)                                                                            | —       | Gold1      | —            | 35.000      | aria.com.au                 |
| Dänemark (IFPI)                                                                              | —       | Gold1      | —            | 15.000      | hitlisten.nu                |
| Deutschland (BVMI)                                                                           | —       | Gold1      | 2× Platin2   | 320.000     | musikindustrie.de           |
| Europa (IFPI)                                                                                | —       | —          | Platin1      | (1.000.000) | ifpi.org                    |
| Frankreich (SNEP)                                                                            | —       | 2× Gold2   | 4× Platin4   | 500.000     | infodisc.fr snepmusique.com |
| Griechenland (IFPI)                                                                          | —       | Gold1      | —            | 3.000       | ifpi.gr                     |
| Neuseeland (RMNZ)                                                                            | —       | Gold1      | —            | 7.500       | radioscope.net.nz           |
| Norwegen (IFPI)                                                                              | —       | —          | Platin1      | 30.000      | ifpi.no                     |
| Österreich (IFPI)                                                                            | —       | Gold1      | —            | 10.000      | ifpi.at                     |
| Polen (ZPAV)                                                                                 | —       | Gold1      | Platin1      | 30.000      | olis.pl                     |
| Schweden (IFPI)                                                                              | —       | —          | 2× Platin2   | 80.000      | sverigetopplistan.se        |
| Vereinigtes Königreich (BPI)                                                                 | Silber1 | Gold1      | —            | 160.000     | bpi.co.uk                   |
| Insgesamt                                                                                    | Silber1 | 10× Gold10 | 11× Platin11 |             |                             |